# 李在公 (萬曆武進士)
李在公（16世紀—17世紀），字天培，號碧螺，南直隸應天府六合縣（一作上元縣）人，明朝軍事人物。

## 生平
李在公是鄉賢李雲鵠之子，萬曆二十五年（1597年）中武舉人，四十四年（1616年）成武進士，任京營把總有名聲，當時流寇猖獗，總兵陳洪範抓獲男女四百多人打算斬殺，他請求驗證真偽，最後只斬二十二人示眾；把總夏雲奇厚待他，對方因忤逆魏忠賢被逮，其子夏袞為賣菜傭人，他的兒子李敬替夏袞置產和娶妻，人們都認為符合情義，荒年時他又屢次捐資賑濟，救活不下數萬人，後陞中營中軍加總兵。
李敬後成順治四年進士，他獲追贈通議大夫、刑部左侍郎。

## 引用
1. 1 2  民國《江蘇省通志稿·人物志·第十一卷·仕績二》：李在公，字天培，上元人。萬曆丙辰武進士。累官分閫，所至有聲。流寇猖獗，總鎮陳洪範獲男婦四百餘人，將皆斬之，在公請驗其偽，乃斬二十二人以徇。留守夏雲奇遇在公厚，雲奇以忤璫被逮，其子袞為賣菜傭，在公之子敬為之授室置產，人咸義之。頻歲饑饉，在公屢捐貲賑濟，全活者不下數萬人。
2. ↑  嘉慶《新修江寧府志·卷三十一·科貢表三》：武科……萬厯二十五年……李在公 六合人，官兵總
3. ↑  民國《六合縣續志稿·卷十三·人物志下》：科貢表……萬厯四十四年丙辰（武進士） 李在公 字天培，號碧螺，鄉賢雲鵠子，由進士授京營把總，陞中營中軍，加總兵
4. ↑  光緒《六合縣志·卷六·選舉表》：封典……國朝……李在公 原任總兵，以子敬貴贈通議大夫、刑部左侍郎